# Irlande-Samoa en rugby à XV
Cet article présente l'historique des confrontations entre l'équipe d'Irlande et l'équipe des Samoa en rugby à XV. Les deux équipes se sont affrontées à sept reprises, dont une en Coupe du monde. Les Irlandais ont remporté six rencontres contre une seule pour les Samoans.

## Les confrontations
Voici la liste des confrontations entre ces deux équipes :
| No | Date             | Lieu                                        | Match                        | Score   | Compétition              |
| -- | ---------------- | ------------------------------------------- | ---------------------------- | ------- | ------------------------ |
| 1  | 29 octobre 1988  | Lansdowne Road, Dublin Irlande              | Irlande – Samoa occidentales | 49 – 22 | Test match               |
| 2  | 12 novembre 1996 | Lansdowne Road, Dublin Irlande              | Irlande – Samoa occidentales | 25 – 40 | Test match               |
| 3  | 11 novembre 2001 | Lansdowne Road, Dublin Irlande              | Irlande – Samoa              | 35 – 8  | Test match               |
| 4  | 20 juin 2003     | Apia Park, Apia Samoa                       | Samoa – Irlande              | 14 – 40 | Test match               |
| 5  | 13 novembre 2010 | Lansdowne Road, Dublin Irlande              | Irlande – Samoa              | 20 – 10 | Test match               |
| 6  | 9 novembre 2013  | Aviva Stadium, Dublin Irlande               | Irlande – Samoa              | 40 – 9  | Test match               |
| 7  | 12 octobre 2019  | Fukuoka Hakatanomori Stadium, Fukuoka Japon | Irlande – Samoa              | 47 – 5  | Coupe du monde (poule A) |
| 8  | 26 août 2023     | Stade Jean-Dauger, Bayonne France           | Irlande – Samoa              | 17 – 13 | Test match               |